# Kytorhinus prolixus
Kytorhinus prolixus is een keversoort uit de familie bladkevers (Chrysomelidae). De wetenschappelijke naam van de soort werd in 1926 gepubliceerd door Henry Clinton Fall.